# Камаша (Лакський район)
Камаша — село в Лакському районі Дагестану Росії.

## Історія
За переказами, Камаша багато разів змінювала місце розташування. У далекому минулому поселення в річкових долинах та навколишніх місцевостях було об'єктом нападів інших племен. Теперішнє місце поселення відіграло важливу оборонну роль. Село почали будувати з вершини гори, де зараз розташовані домівки Ях'євих та Ханнових. Предки Ях'євих були нащадками старост села, а Ханнові мали зв'язки з ханським двором. Далі село будувалося на південному схилі гори. У 1886 році в селі мешкало 235 осіб (49 дворів), у 1914 році — 307, а в 1926 — 270 осіб.У 1944 році Камаша, як і деякі інші села, потрапило до списку на переселення в Аухівський район Чеченської Республіки (нині Новолакський район), але цього не сталося завдяки унчукатлінцю Загіді Феодаєву, котрий на той час був членом правління.